# Gaetulia obtusa
Gaetulia obtusa är en insektsart som beskrevs av Caldwell 1947. Gaetulia obtusa ingår i släktet Gaetulia och familjen Nogodinidae. Inga underarter finns listade i Catalogue of Life.